# Cappy Ricks
Cappy Ricks è un film muto del 1921 diretto da Tom Forman.

## Produzione
Il film fu prodotto dalla Famous Players-Lasky Corporation.

## Distribuzione
Il copyright del film, richiesto dalla Famous Players-Lasky Corp., fu registrato il 19 ottobre 1921 con il numero LP17111.